# 玫瑰副緋鯉
玫瑰副緋鯉為輻鰭魚綱鱸形目鱸亞目鬚鯛科的其中一種，分布於印度西太平洋區，從東非、南非、紅海至澳洲、印尼海域，棲息深度20-100公尺，體長可達43公分，生活在沿岸礁沙混合區，屬肉食性，可做為食用魚。